# إيرني ستيل
إيرني ستيل (بالإنجليزية: Ernie Steele)‏ هو لاعب كرة قدم أمريكية أمريكي، ولد في 2 نوفمبر 1917 في بوثيل في الولايات المتحدة، وتوفي في 16 أكتوبر 2006.

## وصلات خارجية
- إيرني ستيل على موقع مرجع كرة القدم المحترفة.كوم (الإنجليزية)